# Verkiezingen in Venezuela
Aan de Verkiezingen in Venezuela mogen (sinds 2007) alle Venezolanen boven de zestien jaar die zijn ingeschreven in het Consejo Nacional Electoral deelnemen.
De Venezolanen kunnen het staatshoofd (president), de leden van het parlement en de gemeenteraadsleden kiezen. De president wordt gekozen voor zes jaar en kan worden herkozen. Er is een eenkamerstelsel. De Asamblea Nacional telt 167 leden die zijn gekozen voor vijf jaar.